# Haut-Folin
De Haut-Folin is met een hoogte van 901 meter de hoogste berg van de Morvan, en daarmee tevens van Bourgondië, Frankrijk. Hij ligt in het departement Saône-et-Loire.
Aan de westflank van het massief ontspringt de rivier de Yonne, een zijrivier van de Seine. De Haut-Folin is daarmee het hoogste punt van het stroomgebied van de Seine.
De berg is afgeplat en dicht bebost, waardoor er vanaf de top van fraaie vergezichten geen sprake is.
De col de Haut-Folin, gelegen op 867 meter, was een beklimming van de tweede categorie in de vijfde etappe van de Ronde van Frankrijk in 2007. De lengte van de beklimming was 12,9 km met een gemiddeld stijgingspercentage van 3,7%, Sylvain Chavanel kwam als eerste boven.